# Ecorregión marina Río de la Plata
La ecorregión marina Río de la Plata (en  inglés Río de la Plata) (182) es una georregión ecológica situada en el sudeste de América del Sur. Se la incluye en la provincia marina Atlántico sur templado–cálido, de la ecozona oceánica de América del Sur templada (en inglés Temperate South America).

## Distribución
Se distribuye en la Argentina y el Uruguay, en la desembocadura estuarial del Río de la Plata, en el área de intercambio entre las aguas dulceacuícolas provenientes de la cuenca del Plata con las del sector norte del mar Argentino, en el océano Atlántico sudoccidental. 
No incluye la zona de aguas plenamente marítimas situada inmediatamente hacia el mar adentro, la cual es ubicada en otra ecorregión: la ecorregión marina plataforma Uruguay–Buenos Aires.